# Guido Ballo
Guido Ballo (Adrano, 12 aprile 1914 – Milano, 26 luglio 2010) è stato un critico d'arte e direttore artistico italiano.

## Biografia
Laureato in Filosofia all'Università degli Studi di Palermo, nel 1939 si trasferì a Milano, dove si legò ad Arnaldo Pomodoro, Lucio Fontana, Filiberto Sbardella e altri, e fu titolare di cattedra di storia dell'arte presso l'Accademia di Brera di Milano.
Fu curatore di mostre, fra le quali quelle dedicate a Boccioni, Fontana, Munch e Le origini dell'astrattismo, e autore di volumi sull'astrattismo quali Occhio critico, La storia dell'arte italiana e La mano e la macchina.
Ha curato le pagine culturali dell'Avanti! e del Corriere della Sera, ha seguito varie mostre su Boccioni, sui pittori futuristi, sull'astrattismo, su Reggiani, sul gruppo di Continuità e anche su Aricò.
Nel 1972 ha pubblicato anche un disco, Metràpolis, in cui recita alcune sue poesie con un accompagnamento musicale realizzato da Detto Mariano e suonato da Gianni Leone e Gianchi Stinga de il Balletto di Bronzo, da Danny B. Besquet e da Ronnie Jackson.
Nel 1984 per la Panini cura il catalogo e la mostra antologica di Mauro Reggiani promossi dal Comune e dalla Galleria Civica di Modena, dove viene messo in luce «il momento formativo del periodo afigurale» dell'artista.
Nel 1994 è uscita una sua raccolta di poesie Il muro ha un suono, curata da Vanni Scheiwiller e Arnaldo Pomodoro, con una prefazione di Stefano Agosti.
È fratello del fotografo Aldo Ballo.

## Pubblicazioni
- Movimento Nuovo, rivista del Centro di rinnovamento culturale italiano, Roma 1946 (nella redazione, tra gli altri, Guido Piovene, Renato Guttuso, Goffredo Pretassi, Filiberto Sbardella).[3]
- Filiberto Sbardella (prefazione della monografia), Lucini&C., Milano, 1941.[4]
- Pittori italiani dal Futurismo ad oggi, 1956.
- Gentilini, 1958.
- Preistoria del futurismo, 1960.
- Vero e falso nell'arte moderna, La Bussola, 1962.
- La linea dell'arte italiana, dal simbolismo alle opere moltiplicate, 1964.
- Boccioni, 1964.
- Posta per gli amici con Aldo Ballo, Cavallino, 1966.
- Lucio Fontana, idee per un ritratto, 1970.
- Giancarlo Marchese - Opere dal 1960 al 1983, 1984.

## Discografia

### 33 giri
- 1972: Metràpolis (Rare, RAR LP 55019)